# Tapinauchenius subcaeruleus
Tapinauchenius subcaeruleus é uma espécie de aranha pertencente à família Theraphosidae (tarântulas).